# Крипно-Косьцельне
Крипно-Косьцельне (пол. Krypno Kościelne) — село в Польщі, у гміні Крипно Монецького повіту Підляського воєводства.
У 1975-1998 роках село належало до Білостоцького воєводства.